# Valerio Corte

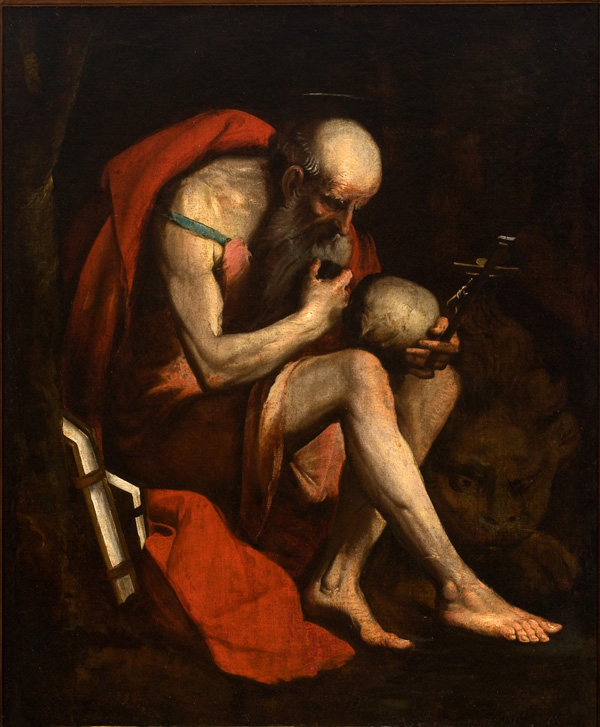
Opera di attribuziona incerta, tra cui il Corte

Valerio Corte (Venezia, 1530 – Genova, 1580) è stato un pittore, mercenario, alchimista letterato italiano.

## Biografia[1]
Nato da Ferdinando, nobile di origine pavese, fu probabilmente allievo o frequentatore del Tiziano.
Lasciata la natia Venezia intorno al 1550, e momentaneamente anche l'attività di pittore, divenne un mercenario al seguito di Piero Strozzi, noto condottiero del XVI secolo, in Francia. 
Passato per Genova, vi si trasferì. Nel capoluogo ligure sposò Ottavia Sofia, nobildonna di cui però non è pervenuto il casato, e dove gli nacquero i figli Cesare, di cui fu insegnante di lettere, matematica e pittura e Marco Antonio, mortogli giovinetto.
A Genova si iscrive alla Matricola dei pittori.
Divenne rapidamente parte dell'élite culturale genovese, ove era più apprezzato come letterato che come pittore. Nel capoluogo ligure divenne anche mercante d'arte ed importante collezionista di opere, potendo annoverare nella sua collezione privata alcuni dipinti del Tiziano, Veronese ed Andrea del Sarto. Con la sua collezione e la sua attività fu tra i massimi contribuitori della diffusione dell'arte veneta a Genova.
Negli ultimi anni della sua vita, il Corte andò incontro alla rovina. Investì infatti tutte le sue proprietà per lo studio dell'alchimia, svendendo tutti i suoi averi e le opere: a seguito di ciò morì nel 1580 in massima indigenza.